# پسرعمویم وینی
پسرعمویم وینی (انگلیسی: My Cousin Vinny) فیلمی در ژانر کمدی است که در سال ۱۹۹۲ منتشر شد.

## بازیگران
- جو پشی
- مریسا تومه
- میچل وایتفیلد
- فرد وین
- بروس مک‌گیل
- آستین پندلتن
- مائوری چایکین
- جیمز ربهورن
- لین اسمیت
- کریس الیس